# Nemesia bodkinii
Nemesia bodkinii är en flenörtsväxtart som beskrevs av Harry Bolus. Nemesia bodkinii ingår i släktet nemesior, och familjen flenörtsväxter. Inga underarter finns listade i Catalogue of Life.